# Tino Conti

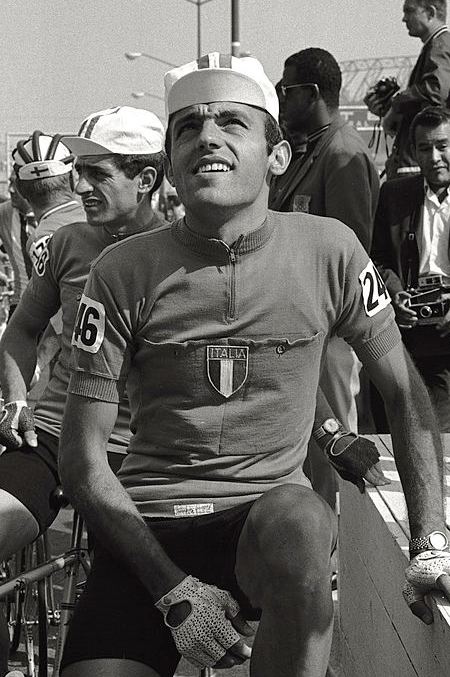
Tino Conti (1968)

Constantino „Tino“ Conti (* 26. September 1945 in Nibionno) ist ein ehemaliger italienischer Radrennfahrer.

## Sportliche Laufbahn
Sein bedeutendster Erfolg als Amateur war der Sieg im Straßenrennen der Mittelmeer-Spiele in Tunis 1967, in dem Italien alle Medaillen gewann. Als Mitglied des italienischen Vierers holte er auch die Goldmedaille im Mannschaftszeitfahren. In der Tour de l’Avenir belegte er hinter Christian Robini den zweiten Platz und gewann eine Etappe. Er war Teilnehmer der Olympischen Sommerspiele 1968 in Mexiko-Stadt und schied im olympischen Straßenrennen aus.
Von 1969 bis 1978 war er als Berufsfahrer aktiv. Sein erster wichtiger Sieg als Profi war der Erfolg im Giro della Marche 1969 im Trikot des Radsportteams Faema vor Ole Ritter. Er gewann in seiner Laufbahn noch weitere traditionsreiche italienische Eintagesrennen wie 1972 und 1975 den Gran Premio Industria e Commercio di Prato, 1974 das Rennen Tre Valli Varesine, den Giro di Toscana 1975 sowie 1977 den Giro della Provincia di Reggio Calabria.
Den Giro d’Italia bestritt er fünfmal, sein bestes Resultat im Endklassement hatte er 1974, als er beim Sieg von Eddy Merckx Vierter wurde. 1975 belegte er den 8. Platz. Dreimal fuhr er die Tour de France, 1968 wurde er 44.
Bei seinen vier Starts in den Rennen der UCI-Straßen-Weltmeisterschaften gewann er 1976 die Bronzemedaille hinter dem Sieger Freddy Maertens.